# 팔꿈치 아탈구
팔꿈치 아탈구(Nursemaid's elbow, Pulled elbow, nursemaid elbow, radial head subluxation)는 2살 전후의 어린이의 팔을 갑자기 잡아 당겨서 생기는 팔꿈치의 아탈골 상태의 질병이다. 영어 병명(Nursemaid's elbow)은 잡아당긴 팔꿈치, 혹은 보모(보호자) 팔꿈치라는 뜻이다. 이는 아이의 팔을 갑자기 당겼을 때 생긴다고 해서 붙여진 병명이며 병리학적 병명은 elbow subluxation, 즉 팔꿈치 아탈구이다. 매우 아파하는데, 팔꿈치를 건드리면 특히 아파한다. 팔을 움직이려 하지 않고 팔을 쭉 펴고 약간 안쪽으로 팔이 돌아간 상태로 아파 운다. 그러나 정복은 매우 쉽다. 시술자가 아이의 팔꿈치를 한손으로 잡고 팔꿈치를 굽힌 후에 다른 손으로 앞 팔을 약간 밖으로 비틀면 딸각하는 느낌이 들면 정복 된 것이다. 아탈골 된 상태에서는 아이가 만세를 못하고 팔을 쓰려고 하지 않다가 정복이 되면 만세를 할 수 있게 되고 팔을 사용하며, 팔꿈치를 만져도 많이 아파하지 않는다. 원칙적으로는 2주 동안 고정해야 하나, 아이가 너무 어려 대개는 고정 상태를 참지 못하므로 그대로 두어도 심각한 문제는 거의 생기지 않으나 재발이 더 잦다. 그러나 학령기 이후에는 거의 생기지 않는다.